# Procédé Guérin
Le procédé Guérin  aussi appelé élastoformage est une technique particulière de fabrication par emboutissage essentiellement utilisé pour la production de petites séries.

## Origine
Le procédé Guérin a été inventé par l'ingénieur franco-américain Henri Émile Gaston Guérin de la Société Douglas. Mis en œuvre pour la production du Douglas DC-2, il a permis le succès industriel du Douglas DC-3 avant de se généraliser dans la construction aéronautique aux États-Unis à la veille de la Seconde Guerre Mondiale. Divers ingénieurs français ont regretté le retard mis pour l'obtention du brevet qui est exploité pour la première fois[source insuffisante] en France pour la construction du Dewoitine 520 ou sur le Potez 63. Il a été considéré comme l'invention la plus importante pour le développement de la construction des avions métalliques.
Il est couvert par les brevets US patent 2,055,077 et 2,133,445.

## Technique
On utilise un poinçon de forme voulue sur lequel est placée la tôle. On l'introduit alors dans une matrice, qui est une boîte où l'on a placé un bloc de caoutchouc (celui-ci résistant très bien à la compression de manière isotrope). Ce procédé permet d'économiser l'usinage de la matrice. Si les arêtes du poinçons sont arrondies, on effectue un emboutissage. Mais si les arêtes sont tranchantes, on peut effectuer de la même manière une découpe.
À l'aide de cette méthode, on ne peut effectuer que des emboutissages peu profonds dans des métaux légers, de faibles épaisseurs (par exemple : l'aluminium). On est limité par une épaisseur de tôle de 1,5 mm.
La profondeur de l'emboutissage est limitée à 38 mm. Au delà, il faut recourir à d'autres techniques : soit à l'autre procédé d'élastoformage,le procédé Marform, soit à des techniques plus classiques d'emboutissage.